# Populäre Elektronik
Populäre Elektronik war eine Zeitschrift mit dem Inhaltsschwerpunkt Hobbyelektronik aus Deutschland, die in den Jahren 1976 bis 1983 vom Derpe-Verlag in Overath verlegt wurde. Anfang der 1980er Jahre übernahm der Vogel Verlag die Zeitschrift.

## Konzept
Die Zeitschrift enthielt Grundlagenartikel zur Elektronik und vor allem detaillierte Bastelanleitungen. Zu diesen waren Platinen und komplette Bausätze erhältlich, mit den transparenten gedruckten Layouts konnte man seine Platinen selbst belichten und ätzen.

## Themen (Auswahl)
- Grundlagenartikel „Wie funktioniert das?“, zum Beispiel Dioden aller Art, OPAMPS, digitale Verstärker etc.
- Die populäre Ecke wurde von Wolfgang Back verfasst.
- Der TTL-Trainer aus dem Jahr 1978 bestand aus mehreren Platinen mit verschiedenen Funktionen, die durch Kabel mit Steckkontakten verbunden wurden. Damit konnte man die Arbeitsweise vieler TTL-ICs der Reihe 74xx erforschen und demonstrieren.
- Die Hitparade: Aus einer Liste von mehreren Dutzend elektronischen Schaltungen ließ man die Leser die begehrtesten auswählen, die dann im Heft mit Bauanleitung und Platinenlayout veröffentlicht wurden.

## Erscheinungsweise
Das zweimonatlich (ab 1978 monatlich) erscheinende Heft im DIN A5-Format kostete 3 DM, später wurde das Format auf DIN A4 und der Preis auf 5 DM geändert. Die optional erhältlichen Sammelordner fassten jeweils einen Jahrgang.

## Verfügbarkeit
- Zentral- und Landesbibliothek Berlin 1.1976 – 10.1983
- ISSN 0342-2437; ISSN 0724-2581
- Einige Ausgaben online

## Konkurrierende Zeitschriften
- elektor
- ELVjournal
- Funkamateur
- Funkschau
- Elrad (eingestellt 1997)
- ELO (eingestellt 1989)